# Aleksandr Aleksandrow (kosmonauta)
Aleksandr Pawłowicz Aleksandrow (ros. Александр Павлович Александров; ur. 20 lutego 1943 w Moskwie) – rosyjski inżynier pokładowy statku kosmicznego Sojuz T-9, kompleksu orbitalnego Salut 7 – Kosmos 1443 i statku kosmicznego Sojuz TM-3, kompleksu orbitalnego Mir – Kwant-1 – Sojuz TM-2, Lotnik Kosmonauta ZSRR, dwukrotny Bohater Związku Radzieckiego, 55 kosmonauta radziecki.

## Życiorys
W 1985 rezerwowy (wraz z Leonidem Popowem) załogi statku Sojuz T-13 lecącej z misją ratunkową na dryfującą stację Salut 7.
Stowarzyszenie Uczestników Lotów Kosmicznych (Association of Space Explorers) przyznało mu Universal Astronaut Insignia za lot orbitalny (nr 123).